# Gas Face
Gas Face è un mixtape del rapper statunitense Juicy J, pubblicato il 15 maggio 2017 dalla Taylor Gang Records.
Include collaborazioni con Chris Brown, DJ Akademiks, Lil Wayne, Quavo e Young Nudy, mentre le produzioni sono affidate a Crazy Mike, CuBeatz, Deedot Will, Fu, Juice808, Murda Beatz, Sonny Digital, Southside, TM88 e YK808, oltre allo stesso Juicy J.
Il 6 luglio 2017 è stato pubblicato il video ufficiale di No Look tramite il canale YouTube di WorldStar Hip-Hop.

## Antefatti
Il mixtape è stato annunciato dallo stesso Juicy J su Twitter poche ore prima della pubblicazione.

## Tracce
1. Intro (Gas Face) (feat. DJ Akademiks) – 0:24
2. One Of Them – 3:00 (musica: TM88)
3. How I’m Coming – 3:14 (musica: Juice808)
4. No Look – 2:57 (musica: Southside)
5. I Ain’t Havin’ It (feat. Young Nudy) – 3:28 (musica: Southside)
6. Army Green & Navy Blue (feat. Lil Wayne) – 3:54 (musica: Deedot Will)
7. Gone Be There – 2:25 (musica: Sonny Digital)
8. Focus – 4:16 (musica: Crazy Mike, Fu & Juicy J)
9. Leanin’ (feat. Quavo & Chris Brown) – 3:22 (musica: CuBeatz & Murda Beatz)
10. I’m So North Memphis – 2:52 (musica: Crazy Mike, Deedot Will & YK808)

### Campionamenti
- Gone Be There contiene un'intro di Cardi B[4]
- Leanin' campiona Sippin’ on Some Syrup dei Three 6 Mafia con Project Pat e gli UGK, estratta da When the Smoke Clears: Sixty 6, Sixty 1 del 2000[5]
- I’m So North Memphis campiona North Memphis di Project Pat, estratta da Ghetty Green del 1999[6]